# Thorsten Lensing
Thorsten Lensing (* 1969 in Coesfeld) ist ein deutscher Theaterregisseur und -autor.
Lensings Inszenierungen entstehen seit 1994 als freie Produktionen in Koproduktion unter anderem mit deSingel (Antwerpen), Berliner Festspiele, Sophiensäle (Berlin), Volksbühne Berlin, Forum Freies Theater Düsseldorf, Düsseldorfer Schauspielhaus, Schauspiel Frankfurt, Künstlerhaus Mousonturm Frankfurt, Kampnagel Hamburg, TAK Theater Liechtenstein, Münchner Kammerspiele, Theater im Pumpenhaus Münster, Grand Théâtre de la Ville de Luxembourg, Ruhrfestspiele Recklinghausen, Hellerau - Europäisches Zentrum der Künste Dresden, Salzburger Festspiele, Staatstheater Stuttgart, Festspiele Zürich und Schauspielhaus Zürich. 
Thorsten Lensing verband von 1998 bis 2011 eine enge Zusammenarbeit mit dem Dramaturgen Jan Hein. In der Zeit von 2003 bis 2011 bildeten Lensing und Hein ein Regieduo. Mit Birgit Lengers gründete er 1996 das Theater T1, sie begleitete seine Arbeit zunächst als Dramaturgin und bis 2004 als Produzentin.
Lensing arbeitete u. a. mit Jasna Fritzi Bauer, Sebastian Blomberg, Alexander Fehling, Miriam Goldschmidt, Matthias Habich, Maria Hofstätter, Charly Hübner, André Jung, Peter Kern, Peter Kurth, Ursina Lardi, Josef Ostendorf, Heiko Pinkowski, Lars Rudolph, Ernst Stötzner, Devid Striesow, Katharina Schüttler und den Musikern Jean Paul Bourelly, Phil Minton und Willi Kellers, dem Kulturjournalisten Dirk Pilz sowie dem Bühnenbildner Johannes Schütz.
Für sein Stück Karamasow erhielt Lensing den Friedrich-Luft-Preis der Berliner Morgenpost für die beste Berliner oder Potsdamer Theateraufführung im Jahr 2014.
Anlässlich der Premiere schrieb die Berliner Zeitung: „Das Theater von Thorsten Lensing ist von großer Direktheit und Einfachheit. Es dringt zum Wesen des Spiels selbst und zum Wesen der Figuren vor, denen Dostojewskij für seinen Roman Die Brüder Karamasow Leben einhauchte.“
Nach Karamasow folgte im Februar 2018 die Premiere von Unendlicher Spaß nach dem gleichnamigen Roman von David Foster Wallace. Die Süddeutsche Zeitung bezeichnete die Aufführung als „das Schönste, was man seit langem im Theater gesehen hat“. Diese Inszenierung wurde 2019 zum Berliner Theatertreffen eingeladen.
Die Zeitschrift Theater heute wählte in ihrem Jahrbuch 2020 Unendlicher Spaß zu einer der bemerkenswertesten Inszenierungen des vergangenen Jahrzehnts.
Der Tages-Anzeiger zählte Thorsten Lensing im Mai 2020 zu den „20 größten Theaterleuten des 21. Jahrhunderts“ im deutschsprachigen Theater.
Mit Verrückt nach Trost hat Thorsten Lensing das erste Mal einen eigenen Theatertext geschrieben. Die Uraufführung fand in seiner Regie bei den Salzburger Festspielen 2022 statt. Die Inszenierung wurde von der Presse äußerst positiv aufgenommen. Der Standard berichtete von „einem Fest für vier überragende Schauspieler von einer Qualität und Sorgfalt, wie man sie hierzulande selbst an den ersten Häusern lange schon entbehrt. Der Regisseur sorgt für das Schauspiel-Highlight der diesjährigen Festspiele“. Nach der Berlin Premiere bezeichnete der RBB den Abend als „das schönste, tröstlichste und lebensklügste SchauspielerInnen Theater, das man momentan sehen kann“ und es gäbe „keinen Regisseur, der die Schauspieler so frei sein lässt wie Thorsten Lensing. Dreieinhalb Stunden Theater und keine vergeudete Minute.“
Die New York Times zählte Verrückt nach Trost zu den besten Inszenierungen im Jahr 2022 in Europa.

## Inszenierungen
- 1994: Rainald Goetz „Krieg“
- 1995: Anna Seghers / Volker Braun „Transit Europa“
- 1996: Eugene Ionesco / Karl Kraus „Der König stirbt / Die letzten Tage der Menschheit“
- 1998: Bernard-Marie Koltès „Quai West“
- 2000: T.S. Eliot „Sweeney Agonistes“
- 2001: Jakob Michael Reinhold Lenz „Catharina von Siena“
- 2002: William Shakespeare „König Lear“
- 2003: Johann Nestroy „Häuptling Abendwind oder Das gräuliche Festmahl“
- 2005: Robert Walser „Schneewittchen“
- 2008: Anton Tschechow „Onkel Wanja“[17][18][19]
- 2009: William Carlos Williams „Der Lauf zum Meer“
- 2011: Brigitte Kronauer „Die Kleider der Frauen“
- 2011: Anton Tschechow "Der Kirschgarten"[20]
- 2014: Fjodor Dostojewskij "Karamasow"[21]
- 2018: David Foster Wallace "Unendlicher Spaß"[22]
- 2022: Thorsten Lensing "Verrückt nach Trost"